# Dogneville
Dogneville település Franciaországban, Vosges megyében. Lakosainak száma 1511 fő (2022. január 1.). Dogneville Jeuxey, Longchamp, Chavelot, Dignonville, Épinal, Golbey és Thaon-les-Vosges községekkel határos.

## Népesség
A település népességének változása:
| Lakosok száma | 1437 | 1458 | 1542 | 1486 | 1485 | 1484 | 1504 | 1503 | 1511 |
|               | 2013 | 2015 | 2016 | 2017 | 2018 | 2019 | 2020 | 2021 | 2022 |